# Kristaps Blanks
Kristaps Blanks (* 30. Januar oder 30. Juni 1986 in Tukums) ist ein ehemaliger lettischer Fußballspieler. Der Stürmer gewann dreimal mit Skonto Riga die lettische Meisterschaft.

## Karriere
Kristaps Blanks begann seine Karriere zunächst in seiner Heimatstadt Tukums (deutsch: Tuckum) in der Jugendabteilung des FK Tukums 2000. Bei Tukums spielte der Angreifer bis zum Jahr 2002, bis er zum lettischen Rekordmeister Skonto Riga wechselte. In der Spielzeit 2003 der Virslīga debütierte Blanks im Alter von 17 Jahren für Skonto. In seiner ersten Profisaison konnte er die lettische Meisterschaft gewinnen und stand im Pokalfinale, welches allerdings gegen den FK Ventspils verloren wurde. Blanks blieb elf Jahre bei Skonto und konnte bis Ende 2013 drei Meisterschaften und einen Pokalsieg erreichen. Anfang 2014 wechselte er für eine Spielzeit zum Ligarivalen FK Daugava Riga. Nach weiteren Stationen in der zweiten lettischen Liga beim  FC Caramba/Dinamo sowie FK Tukums 2000 beendete Blanks nach der Saison 2015 seine aktive Laufbahn.

## Nationalmannschaft
Für lettische A-Nationalmannschaft debütierte Kristaps Blanks bereits 2003  mit 17 Jahren gegen Estland im Baltic Cup. 2003 und 2008 konnte er mit der Auswahl diesen Wettbewerb gewinnen. Bis 2010 absolvierte er insgesamt 21 Länderspiele, ein Treffer gelang ihm dabei aber nicht.

## Erfolge
Verein
- Lettischer Meister: 2003, 2004, 2010
- Lettischer Pokalsieger: 2012

Nationalmannschaft
- Baltic-Cup-Sieger: 2003, 2008